# Newa
Die Newa (russisch Нева, Betonung: Newá) ist ein 74 km langer Strom in Russland, der vom Ladogasee in die Newabucht der Ostsee fließt. Sie durchquert dabei Sankt Petersburg.

## Verlauf
Das Flusssystem der Newa erhält seinen Namen zwar nur von den letzten 74 Flusskilometern, entwässert aber über die beiden großen Zuflüsse des Ladogasees (Wolchow und Swir) ein sehr großes Einzugsgebiet. Der durchschnittliche Wasserabfluss der Newa von rund 2500 m³/s ist nur geringfügig niedriger als der durchschnittliche Wasserabfluss des Rheins. Damit ist sie der mit Abstand wasserreichste Zufluss der Ostsee.
Die bedeutendsten Flussarme im Newadelta sind die Große und die Kleine Newa sowie die Große, die Mittlere und die Kleine Newka.
| Name                             | Region                                                         | Länge, km |
| -------------------------------- | -------------------------------------------------------------- | --------- |
| Große Newa (Bolschaja Newa)      | von der Fontanka-Mündung bis zur Blagoweschtschenski-Brücke    | 2,40      |
| Große Newa (Bolschaja Newa)      | Von der Blagoweschtschenski-Brücke bis zur Schlossbrücke       | 1,22      |
| Kleine Newa (Malaja Newa)        |                                                                | 4,85      |
| Jekateringofka                   |                                                                | 3,60      |
| Schdanowka                       |                                                                | 2,20      |
| Smolenka                         | trennt die Wassiljewski-Insel (Süden) von der Dekabristeninsel | 3,30      |
| Große Newka (Bolschaja Newka)    | von der Newa bis zur Kleinen Newka                             | 3,70      |
| Große Newka (Bolschaja Newka)    | von der Kleinen Newka bis zur Mittleren Newka                  | 2,05      |
| Große Newka (Bolschaja Newka)    | Von der Mittleren Newka bis zur Newabucht                      | 2,15      |
| Mittlere Newka (Srednjaja Newka) |                                                                | 2,60      |
| Kleine Newka (Malaja Newka)      |                                                                | 4,90      |
| Karpowka                         |                                                                | 3,00      |
| Krestowka                        |                                                                | 0,74      |
| Fontanka                         |                                                                | 6,70      |
| Moika                            |                                                                | 4,67      |
| Gribojedow-Kanal                 |                                                                | 5,00      |
| Prjaschka                        |                                                                | 1,32      |
| Krjukow-Kanal                    |                                                                | 1,15      |
| Obwodny-Kanal                    |                                                                | 8,08      |

Über verschiedene Kanäle und Wasserstraßen bestehen Schifffahrtsverbindungen in Richtung Weißes Meer, Wolga, Kaspisches Meer, Asowsches Meer und Schwarzes Meer.

## Brücken
Die erste Newa-Brücke St. Petersburg erbaute um 1840 Wilhelm von Traitteur. Die Brücken (Straßenbrücken, soweit nicht anders angegeben) über das Newa-Hauptfahrwasser (Newa und Mündungsarm Große Newa) sind, in Fließrichtung:
- Ladoga-Brücke (Fernstraße R21 unterhalb von Schlüsselburg)
- Kusminka-Brücke (Eisenbahn-Hubbrücke an der Strecke Ladoga-Bahnhof–Mga, bei Kusminka oberhalb von Otradnoje)
- Große Obuchowski-Brücke (Ringautobahn)
- Wolodarski-Brücke, 1993
- Finnländische Eisenbahnbrücke (Eisenbahn-Hubbrücke an der Verbindungsstrecke Moskauer Bahn–Ladoga-Bahnhof–Finnischer Bahnhof)
- Alexander-Newski-Brücke (mit Straßenbahn)
- Bolscheochtinski-Brücke
- Liteiny-Brücke (mit Straßenbahn)
- Troizki-Brücke (mit Straßenbahn)
- Schlossbrücke
- Blagoweschtschenski-Brücke (früher Leutnant-Schmidt-Brücke)

Die beiden ersten Brücken befinden sich auf dem Gebiet der Oblast Leningrad, die Große Obuchowski-Brücke an der Stadtgrenze von Sankt Petersburg, die restlichen auf dem Stadtgebiet. Vor der Einmündung der Großen Newa wird die Newabucht von einer Schrägseilbrücke im Verlauf der 2016 fertiggestellten Schnellstraße Sapadny skorostnoi diametr überquert; ebenso die anderen Mündungsarme im Mündungsbereich in die Bucht (von Norden nach Süden Große Newka, Kleine Newa, der Seekanal und Jekaterinowka), während die Smolenka von einem Tunnel unterquert wird.
In der Nacht werden in Sankt Petersburg zwischen 2 und 5 Uhr die Newa-Straßenbrücken aufgeklappt, woraufhin zwischen zahlreichen Stadtteilen keine Verbindung mehr besteht. In den Weißen Nächten von Ende Juni bis Mitte Juli ist die Passage der Schiffskonvois ein Schauspiel, das sich tausende Menschen trotz der nachtschlafenden Zeit ansehen.